# Максимович Георгій Григорович
Гео́ргій Григо́рович Максимо́вич (26 квітня 1922, Горостита, Люблінське воєводство, повіт Володава, ґміна Вирики — 4 березня 2007) — український вчений в царині фізико-хімічної механіки матеріалів, член-кореспондент НАН України — з 1978 — в галузі матеріалознавства та міцності матеріалів (тоді АН УРСР). 1979 — лауреат премії ім. Є. О. Патона, заслужений діяч науки і техніки України. Нагороджений орденом Трудового Червоного Прапора та медалями.

## Життєпис
1951 року закінчив Львівський політехнічний інститут, працює в Інституті машинознавства й автоматики.
З 1958 року працює заступником директора Фізико-механічного інституту АН УРСР.
1970 року захистив докторську дисертацію — «Дослідження стабільності деяких фізико-хімічних властивостей металів і сплавів».
Йому належать праці з високотемпературної міцності та щодо мікромеханічних методів дослідження конструкційних матеріалів, про взаємодію металів і сплавів з рідкометалевими розплавами.
Має 35 патентів на винаходи. Написав понад 400 праць, з них 10 монографій.
Під його керівництвом захищено 30 кандидатських та докторських дисертацій.
Був заступником голови Наукового товариства ім. Шевченка у Львові. Багато років очолював Львівську обласну раду спілки наукових та інженерних об'єднань України.
Обирався почесним членом науково-технічного товариства машинобудівників СРСР, Екзекутиви Світової федерації українськиї інженерних товариств.
Похований на полі № 49 Личаківського цвинтаря.